# Stilo de' Mariani
Stilo de' Mariani è una frazione del comune cremonese di Pessina Cremonese posta a sud del centro abitato.

## Storia
Stilo de' Mariani è ricordato soprattutto per un episodio semileggendario, l’uccisione compiuta da un rappresentante della famiglia Mariani (famosa nei secoli XIII e XIV) dei propri nemici che avevano invaso queste terre; da tale fatto deriverebbe appunto il toponimo Stilo (spada).
La località era un piccolo villaggio agricolo di antica origine del Contado di Cremona con 300 abitanti a metà Settecento.
In età napoleonica, dal 1810 al 1816, Stilo de' Mariani fu frazione di Cappella de' Picenardi, recuperando l'autonomia con la costituzione del Regno Lombardo-Veneto.
All'unità d'Italia nel 1861, il comune contava 476 abitanti.
Nel 1868 il comune di Stilo de' Mariani venne soppresso ed annesso al comune di Pessina Cremonese.